# Halvar Holmgren
Gustaf Halvar Holmgren, född 30 maj 1902 i Jonstorps församling, Malmöhus län, död 13 juni 1967 i Halmstad, var en svensk läkare.
Holmgren, som var son till sjökapten Harald Holmgren och Hedvig Andersson, avlade studentexamen i Helsingborg 1922, blev medicine kandidat vid Karolinska Institutet 1926 och medicine licentiat där 1930. Han var assistentläkare på Örebro, Varbergs och Falköpings lasarett 1931–1932, underläkare på Halmstads lasarett 1933–1935, underläkare på Karlshamns lasarett 1932 och 1934–1935, tillförordnad provinsialläkare i olika distrikt 1931–1936, praktiserande läkare i Halmstad sedan 1935, skolläkare där sedan 1954. Han var ledamot av nykterhetsnämnden i Halmstads stad 1936–1960.